# Caquorobert
Caquorobert är en ö i kronbesittningen Guernsey). Den ligger i den östra delen av landet intill ön Herm. Caquorobert saknar i princip växtlighet.